# Ploiești
Ploiești (alternativamente Ploieshti, desueto) è una città rumena di 180 540 abitanti, capoluogo del distretto di Prahova nella regione storica della Muntenia.

## Geografia fisica

### Territorio
Il comune di Ploiești si trova nel centro della Muntenia, nella parte centro-settentrionale della pianura rumena.
Ploiești si trova tra due grandi fiumi, il Prahova a sud-ovest, che bagna il comune suburbano Brazi, e il Teleajenul, a nord e ad est, che attraversa  i comuni suburbani Blejoi, Bucov e Berceni. La città è lambita dal fiume Dâmbu, che nasce nella zona collinare di Băicoi, passa attraverso la città e due comuni suburbani, attraversa il comune di Râfov, e sfocia infine nel Teleajen. Il Dâmbu ha poca acqua oggi, è incanalato nel suo percorso sul lato est di Ploiești e vi confluisce il sistema fognario della città.

### Clima
Il clima è simile a quello della capitale della nazione, Bucarest. Secondo la classificazione dei climi di Köppen, la città rientra nel clima continentale umido temperato (Dfa) di tipo estivo caldo.
| Mese                | Mesi | Mesi | Mesi | Mesi | Mesi | Mesi | Mesi | Mesi | Mesi | Mesi | Mesi | Mesi | Stagioni | Stagioni | Stagioni | Stagioni | Anno  |
| Mese                | Gen  | Feb  | Mar  | Apr  | Mag  | Giu  | Lug  | Ago  | Set  | Ott  | Nov  | Dic  | Inv      | Pri      | Est      | Aut      | Anno  |
| ------------------- | ---- | ---- | ---- | ---- | ---- | ---- | ---- | ---- | ---- | ---- | ---- | ---- | -------- | -------- | -------- | -------- | ----- |
| T. max. media (°C)  | 1    | 4    | 10   | 18   | 23   | 27   | 28   | 28   | 24   | 18   | 10   | 3    | 2,7      | 17       | 27,7     | 17,3     | 16,2  |
| T. min. media (°C)  | −6   | −3   | 0    | 6    | 10   | 14   | 16   | 15   | 11   | 6    | 1    | −3   | −4       | 5,3      | 15       | 6        | 5,6   |
| Precipitazioni (mm) | 40,6 | 35,6 | 38,1 | 45,7 | 71,1 | 76,2 | 63,5 | 58,4 | 43,2 | 33,0 | 48,3 | 43,2 | 119,4    | 154,9    | 198,1    | 124,5    | 596,9 |

## Storia
La città venne fondata nel 1596 durante il regno di Mihai Viteazul (Michele il Coraggioso). Nei secoli XVII e XVIII conobbe un consistente sviluppo come centro industriale e commerciale. Grazie alle risorse naturali presenti nella zona, in particolare petrolio (verso la metà del XIX secolo l'area di Ploiești era una delle più importanti zone di produzione petrolifera). 
La prima raffineria di petrolio è stata fondata nel 1857, a Râfov, vicino a Ploiești (Ploiesci), che si trova a 60 km da Bucarest, e fu la prima raffineria industriale di petrolio del mondo.Vennero costruite numerose infrastrutture quali scuole, ospedali e strutture di comunicazione. Nel 1864 venne aperta una strada che univa la città a Brașov, nel 1882 venne raggiunta dalla ferrovia.
La città viene anche ricordata come la capitale della cosiddetta Repubblica di Ploiești, repubblica di breve durata nata nel 1870 a seguito di una rivolta contro la monarchia romena. Nel periodo tra le due guerre mondiali, le più importanti compagnie petrolifere, in gran parte straniere, cominciarono ad installare impianti di produzione a Ploiești. Nel 1939 le 12 raffinerie della città fornivano l'80% del petrolio trattato nell'intera Romania.
Sebbene pesantemente danneggiata da un terremoto nel 1940, durante la Seconda guerra mondiale Ploiești divenne la principale fornitrice di prodotti petroliferi della Germania nazista, essendone la Romania uno degli alleati. Fino all'inizio del 1943 la città rimase immune dai bombardamenti alleati, invece il 1º agosto l'aviazione americana lanciò un massiccio attacco contro le raffinerie con una flotta di 178 bombardieri B-24 che la fece diventare la città più colpita della Romania in tutta la guerra. Nel 1944 gli americani lanciarono attacchi decisivi partendo dalle basi aeree catturate in Italia e, nel mese di agosto, la città venne conquistata dalle truppe sovietiche.
Dopo la guerra, il regime comunista nazionalizzò l'intera industria petrolifera, impegnandovi massicci investimenti con l'obiettivo di modernizzare il paese e riparare i danni prodotti dalla guerra.

## Società

### Evoluzione demografica
| Andamento della popolazione   |          |
| Anno                          | Abitanti |
| 1810                          | 2 024    |
| 1837                          | 3 000    |
| 1859                          | 26 468   |
| 1884                          | 32 000   |
| Censimento del 1899           | 45 107   |
| Censimento del 1912           | 56 460   |
| Censimento del 1930           | 77 341   |
| 1948                          | 96 229   |
| Censimento del 7 gennaio 1992 | 252 715  |
| 1998                          | 251 348  |
| 1999                          | 250 804  |
| 2000                          | 249 054  |
| 2001                          | 248 399  |
| Censimento del 18 marzo 2002  | 232 452  |
| Fine 2002                     | 237 420  |
| 2003                          | 236 724  |
| 2004                          | 234 707  |
| 1º luglio 2007                | 230 240  |
| Censimento nel 2011           | 197 542  |

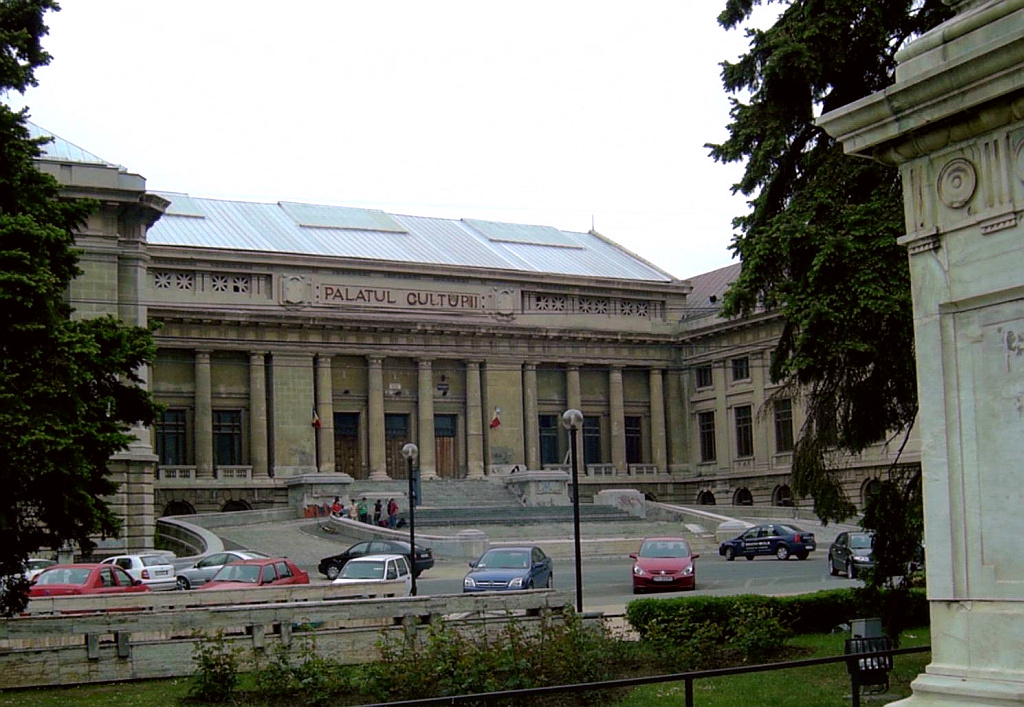
Il Palazzo della Cultura.

Dalla caduta del regime comunista la città ha conosciuto una lenta flessione della popolazione, sia a causa di una diminuzione della natalità, sia soprattutto a causa dell'emigrazione.
Esiste un progetto che dovrebbe far diventare Ploiești il centro di un'area metropolitana comprendente altri 11 piccoli comuni vicini, che dovrebbe avere 262 457 abitanti (al censimento del 2011).
La popolazione è composta (secondo i dati del censimento del 18 marzo 2002, gli ultimi disponibili) per oltre il 90% da romeni, mentre le minoranze significative sono rappresentate da ungheresi, tedeschi e greci e abitanti di etnia rom.

## Cultura

### Istruzione

#### Università
- Università di petrolio e gas di Ploiești

### Musei
- Museo distrettuale di storia e archeologia
- Museo distrettuale di arte "Ion Ionescu-Quintus"
- Museo dell'Orologio "Nicolae Simache"
- Museo nazionale del petrolio

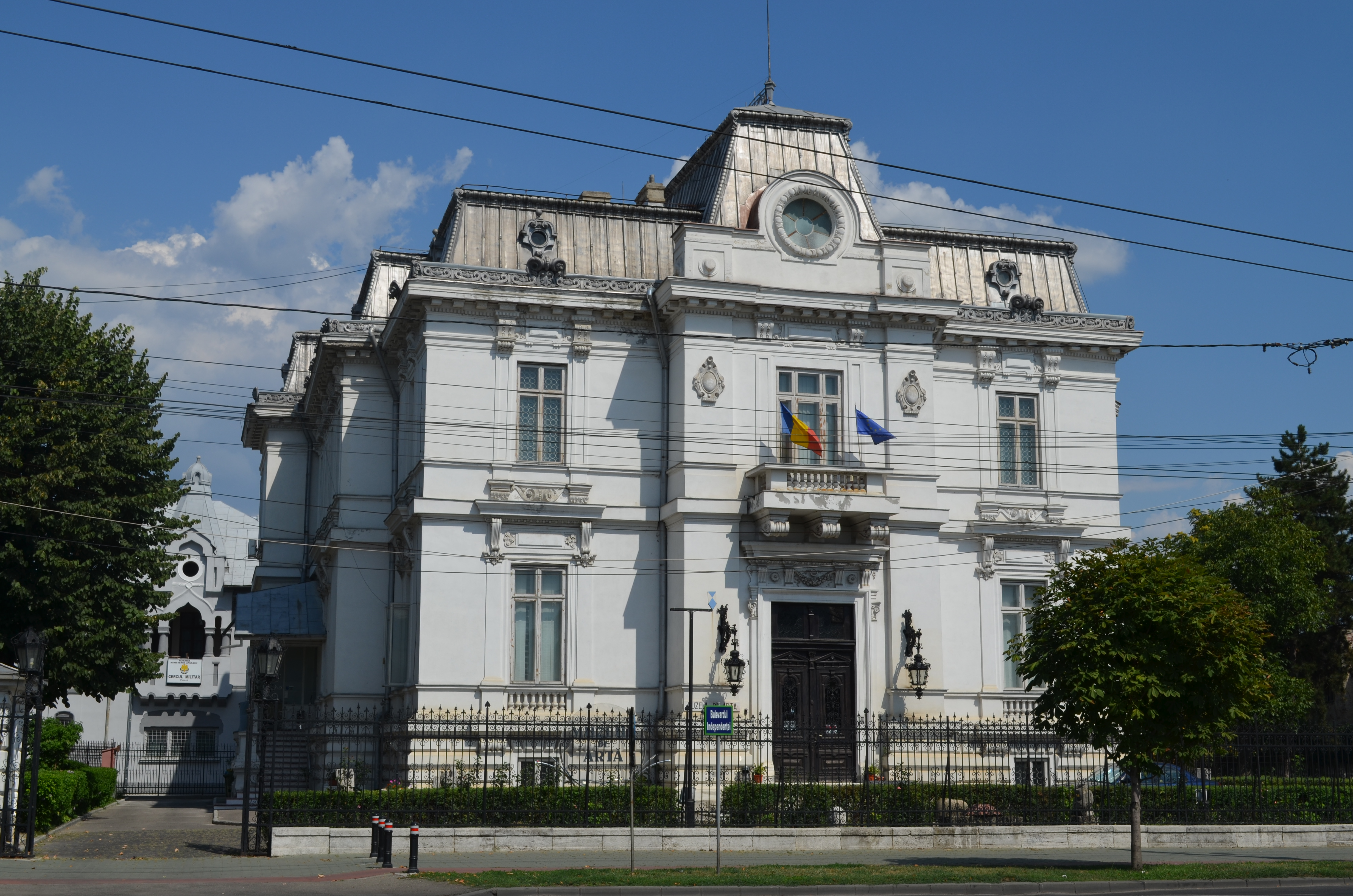
Museo d'arte "Ion Ionescu-Quintus"
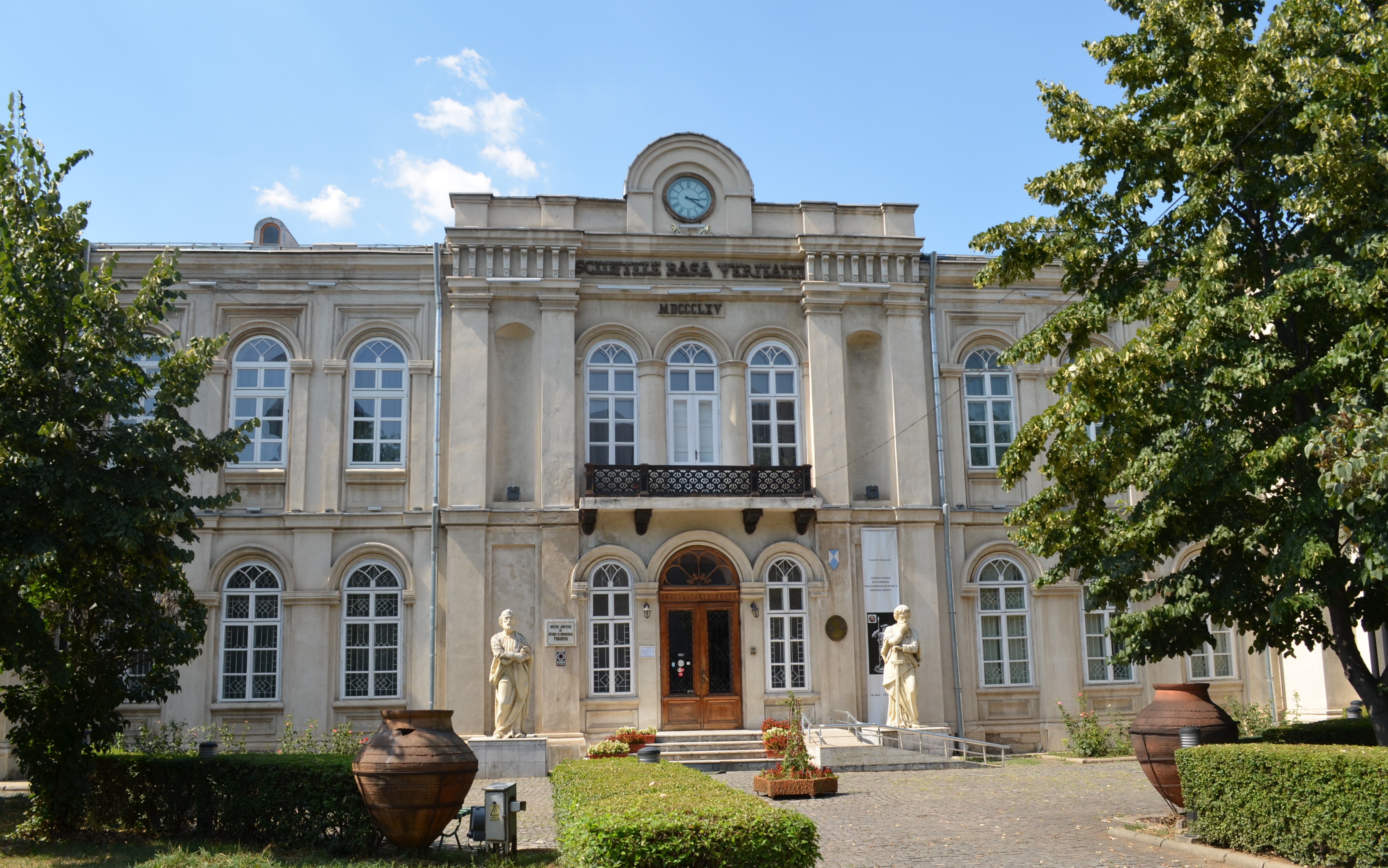
Museo distrettuale di storia e archeologia
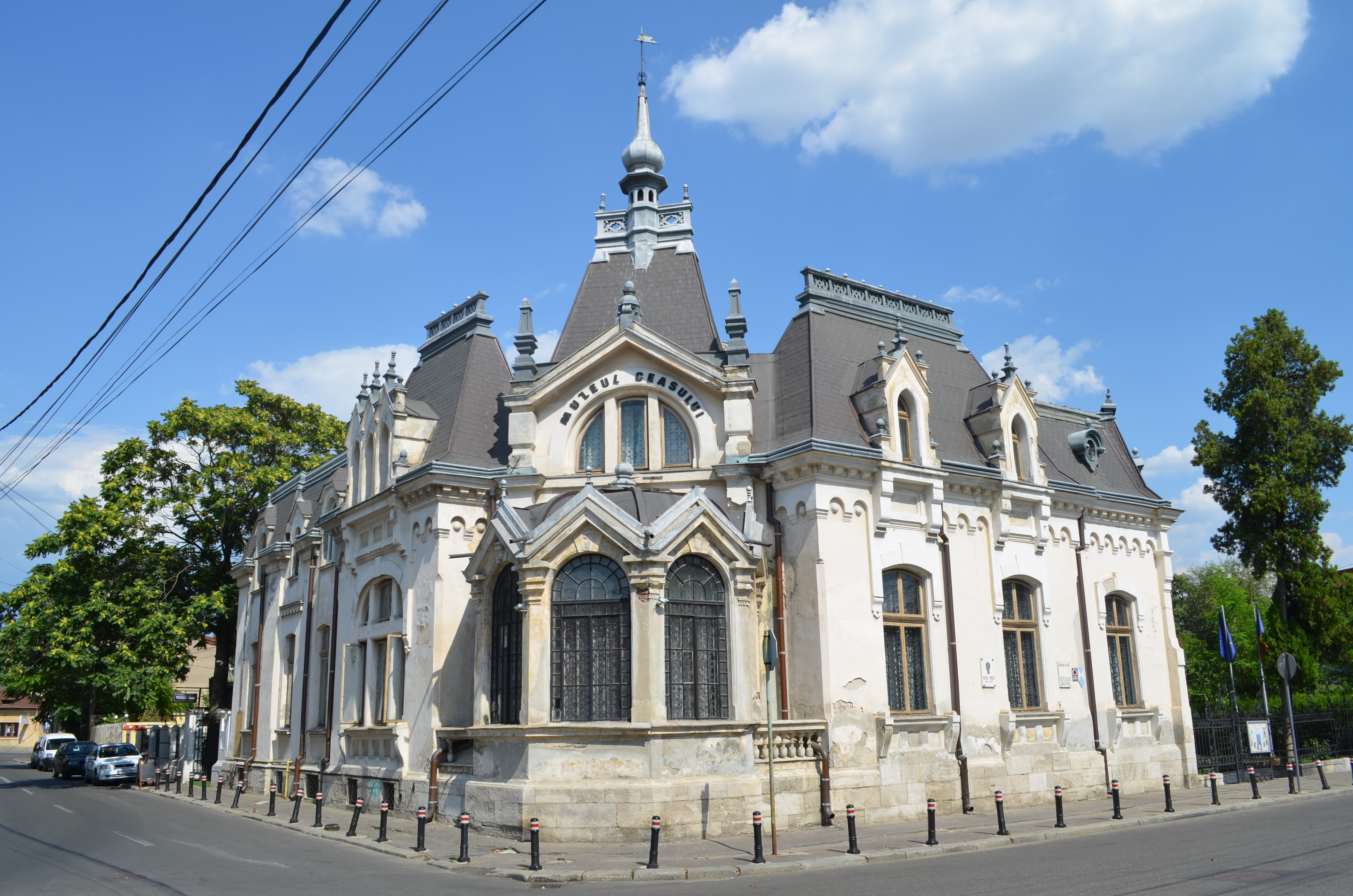
Casa Luca Elefterescu, ospita il museo dell'orologio
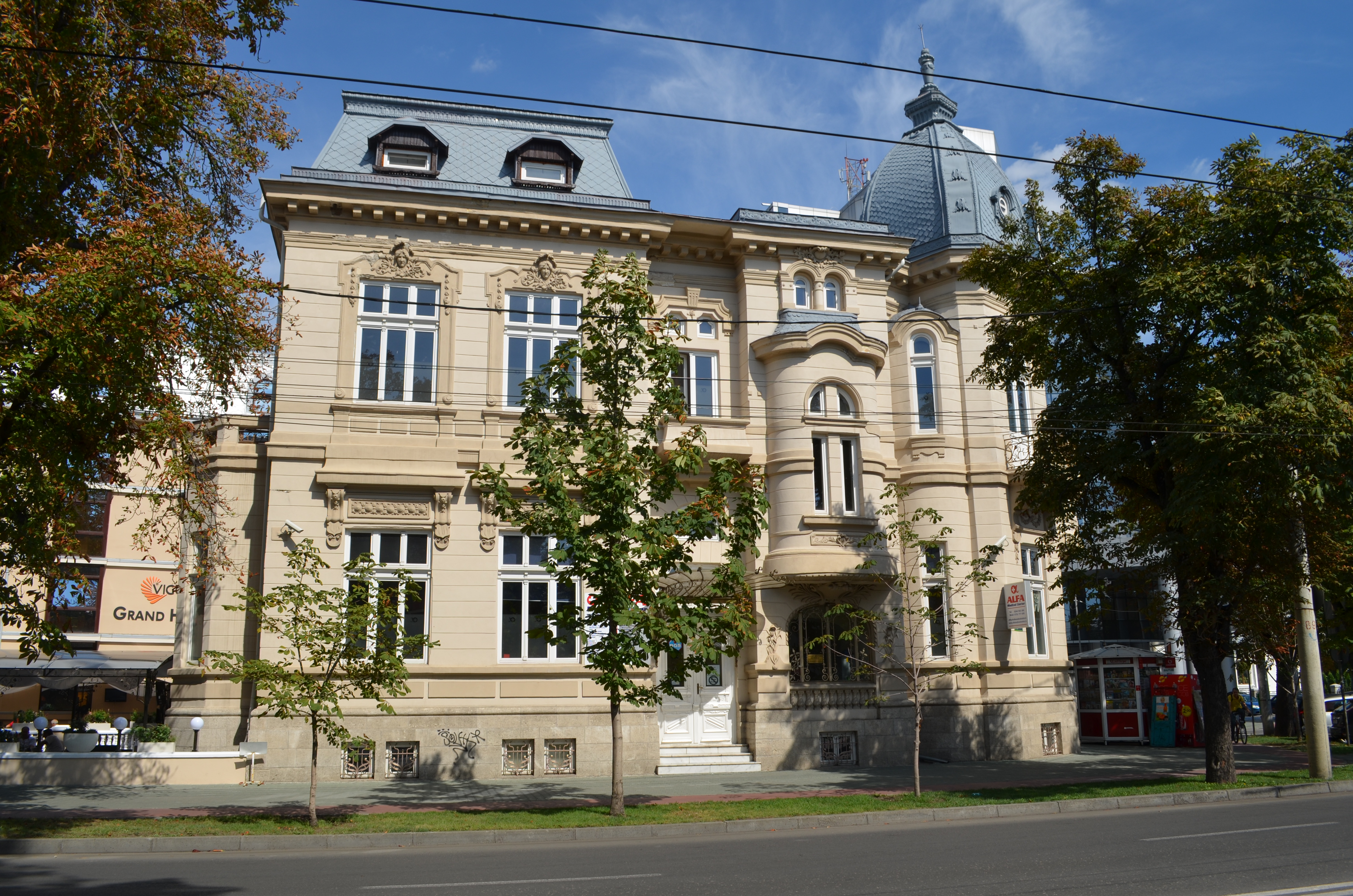
Casa Ghiță Stoenescu
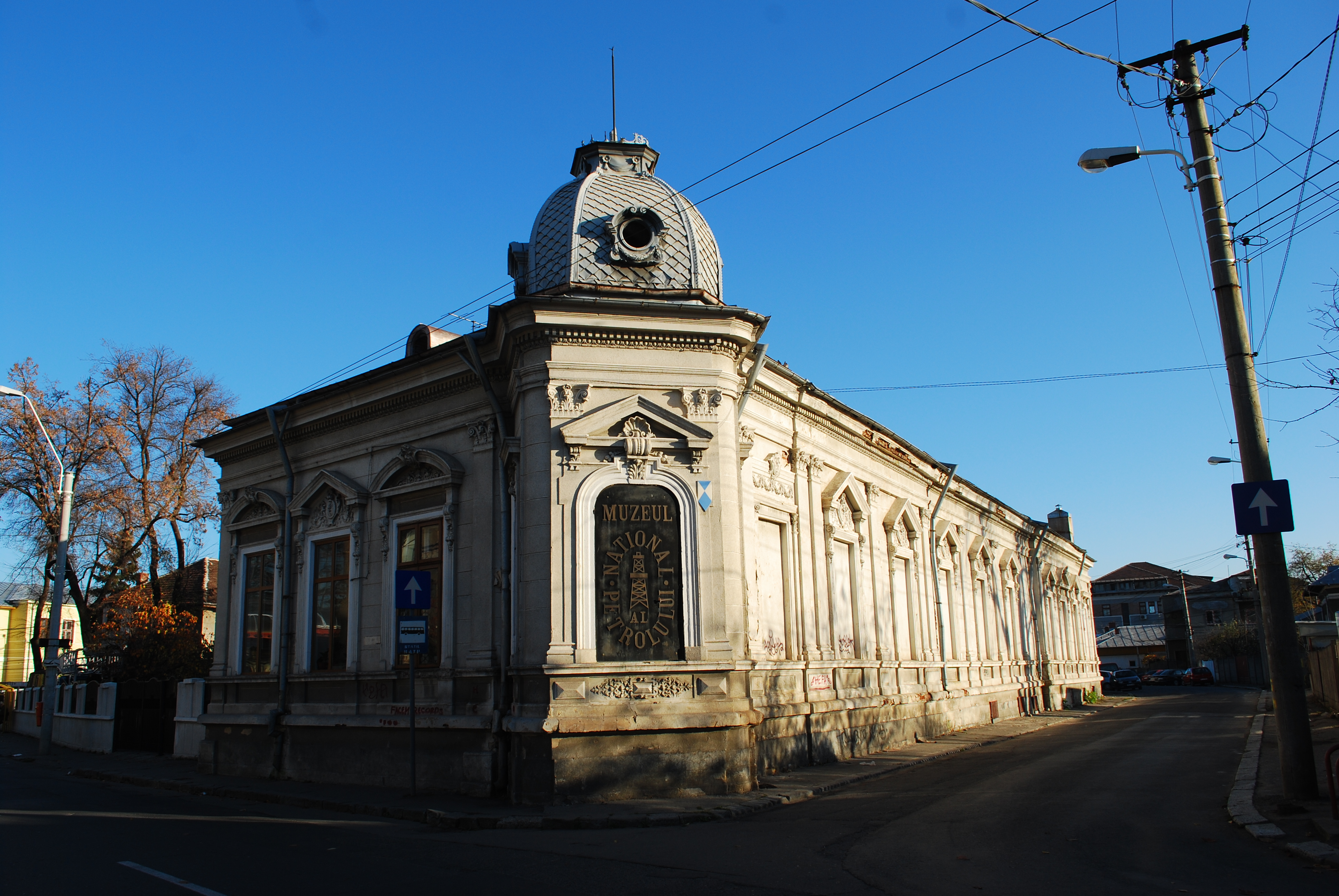
Casa Constantin Ion e Maria Căpitănescu, ospita il museo del petrolio

## Infrastrutture e trasporti

### Strade
Ploiești è situata sull'autostrada A3 (parzialmente completata nella primavera del 2014), la via principale verso le province settentrionali e occidentali della Romania e del resto dell'Europa occidentale. Le stazioni sciistiche della valle di Prahova sono raggiungibili in un'ora di auto.
Le strade comunali comprendono oltre 800 strade con una lunghezza totale di 324 km, di cui 241 km modernizzate. Circa 5.300 veicoli transitano ogni giorno a Ploiești, con le tangenziali ad anello est e ovest che deviano molto traffico.

### Ferrovie

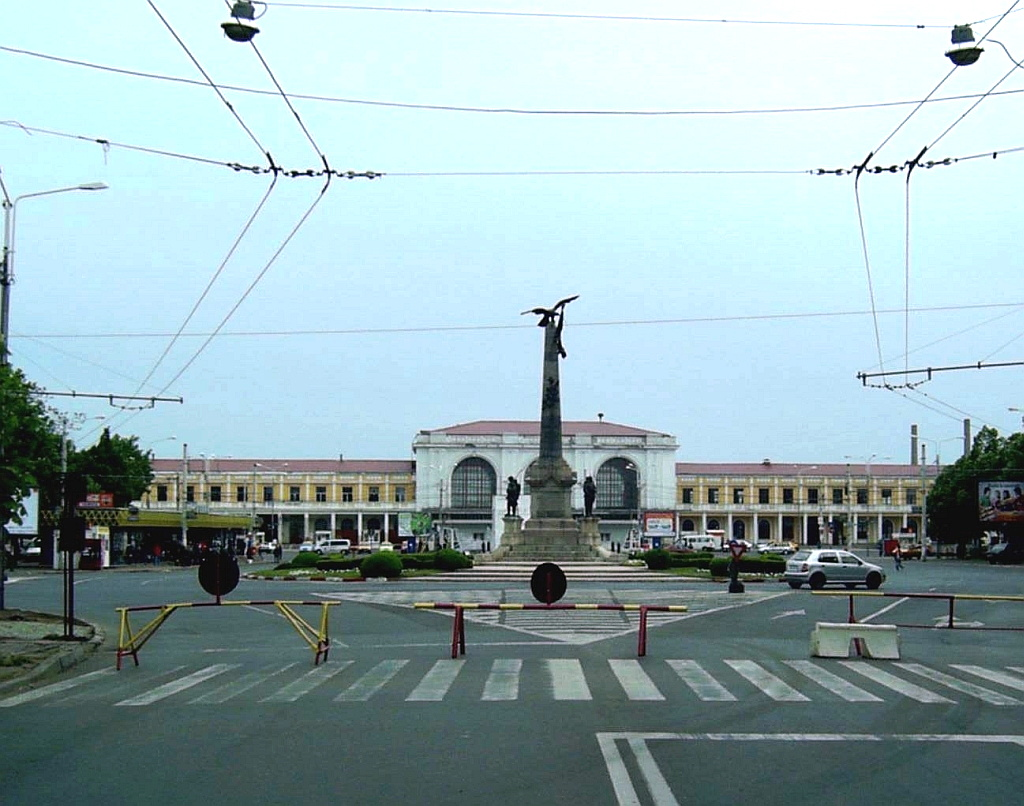
La stazione ferroviaria Ploiești Sud

Ploiești è il secondo centro ferroviario più importante del paese dopo Bucarest, che collega la capitale con la Transilvania e la Moldavia. Le stazioni sono: Ploiești Nord, Ploiești Vest e Ploiești Sud.

### Aeroporti
Ploiești può facilmente essere raggiunta dall'aeroporto internazionale Henri Coandă di Bucarest che dista 45 km. È presente anche una piccola aviosuperficie usata come scuola di volo intitolata a George Valentin Bibescu presso Strejnicu (codice ICAO: IRPV).

### Mobilità urbana

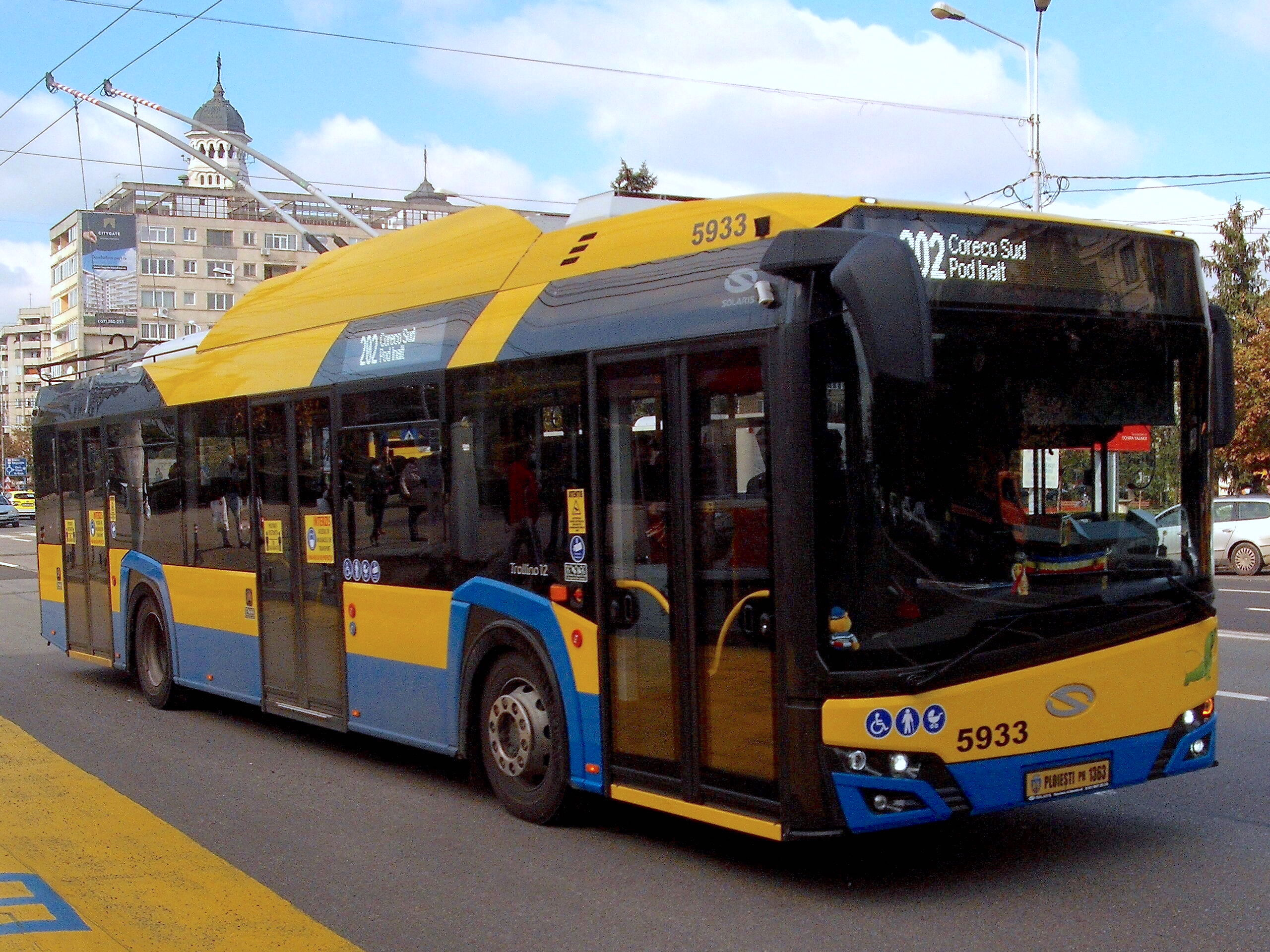
Filobus Solaris Trollino 12 sulla linea 202

Il sistema di trasporto pubblico della città è gestito da TCE Ploiești e comprende un'ampia rete di autobus, filobus e tram. La flotta di autobus gialli di Ploiești fornisce collegamenti con tutte le aree della città, per una media giornaliera di 150.000 passeggeri. La flotta di veicoli municipali comprendeva 256 autobus, 36 tram e 25 filobus che trasportavano circa 70 milioni di passeggeri all'anno. Ci sono 33 linee di autobus, con una lunghezza totale di 415,46 km, due linee di filobus aventi una lunghezza totale di 19,9 km e due linee di tram aventi una lunghezza totale di 23,8 km.

## Amministrazione

### Gemellaggi
- Albania, Berat
- Ucraina, Dnipro
- Cina, Harbin
- Moldavia, Hîncești
- Grecia, Leucade
- Venezuela, Maracaibo
- Kazakistan, Oral
- Croazia, Osijek
- Polonia, Radom
- Stati Uniti, Tulsa

## Sport

### Calcio
La squadra principale della città è il Petrolul Ploiești, militante in Liga I.